# Asedio de Zaltbommel
El asedio de Zaltbommel fue una campaña que tuvo lugar durante la guerra de los Ochenta Años y la guerra anglo-española del 15 de mayo al 22 de julio de 1599. Los españoles, liderados por Francisco López de Mendoza y Mendoza, lanzaron una campaña ofensiva alrededor de Bommelerwaard, que fue defendida por una fuerza angloneerlandesa bajo el mando de Mauricio de Nassau. Se intentó un asedio a la ciudad de Zaltbommel por parte de las tropas españolas, pero tuvieron que levantar el asedio y fueron derrotados en los intentos posteriores de recuperar la iniciativa. Mendoza se retiró y el ejército español se vio sumido en el caos, produciéndose motines y, como resultado, se suspendieron las operaciones durante varios años. Como resultado, los neerlandeses y los ingleses siguieron con una contraofensiva en los Países Bajos Españoles.

## Antecedentes

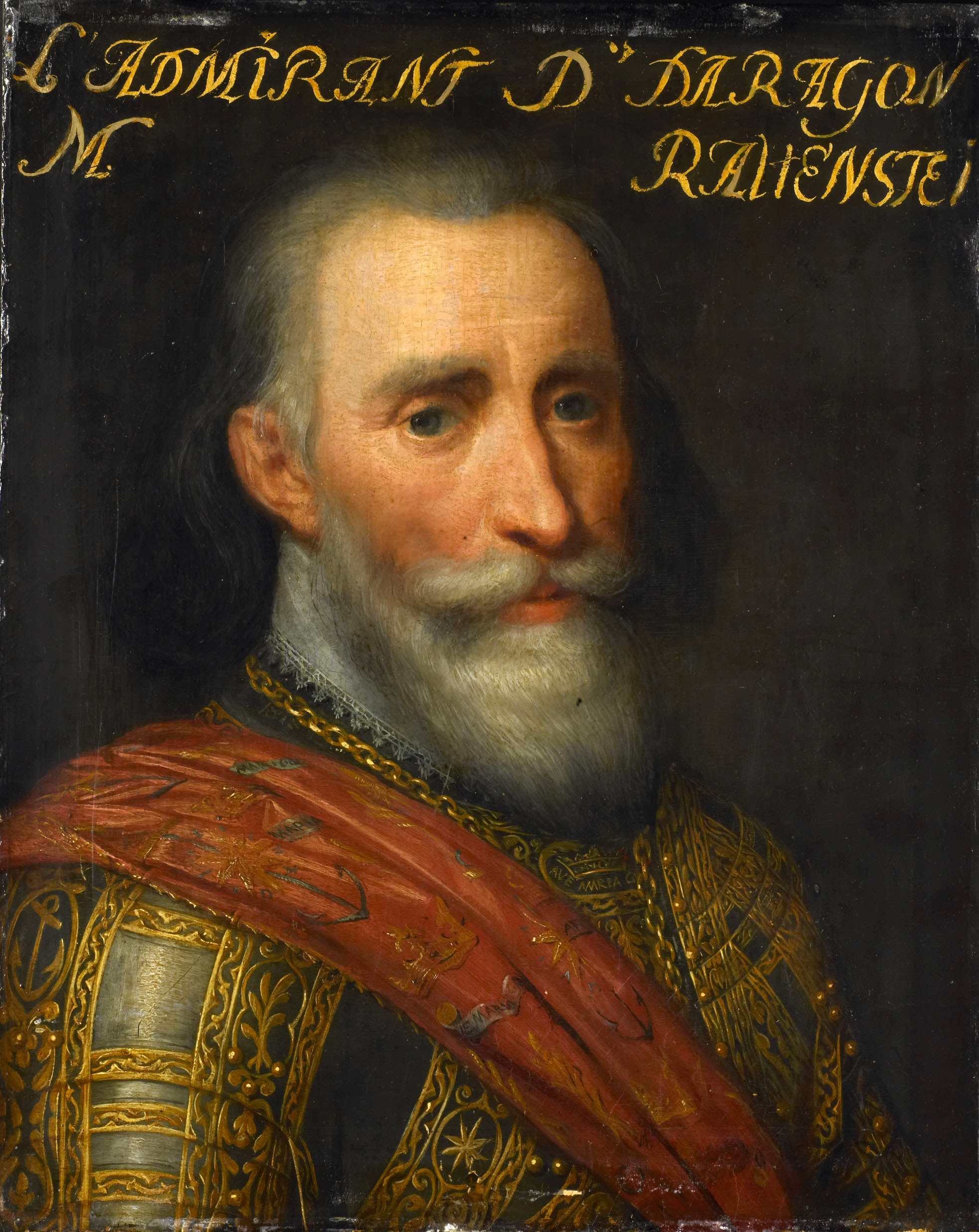
Retrato de Francisco de Mendoza por Jan van Ravesteyn.

En 1572, la ciudad de Zaltbommel había declarado su independencia de la autoridad española y había cambiado su alianza hacía los mendigos del mar. La ciudad se convirtió entonces en un objetivo para los españoles y fue asediada por ellos como una distracción del asedio de Leiden. Sin embargo, la ciudad resistió el asedio y en la campaña de diez años de los Estados Generales de los Países Bajos habían capturado el área en 1599, liderados por Mauricio de Nassau. Sin embargo, las tropas españolas pudieron recuperarse y realizaron una serie de ataques durante los cuales los españoles fueron rechazados casi siempre. Zaltbommel había sido durante mucho tiempo una ciudad importante para los Estados Generales, porque era una fortaleza fronteriza. Mauricio sabía de su importancia estratégica y desde 1580 la ciudad se fortaleció bajo la dirección de Adriaen Anthonisz. Se construyeron varios revellines y baluartes alrededor de la ciudad, pero las murallas de Zaltbommel necesitaban reparaciones importantes. Sin embargo, Mauricio se aseguró de que Zaltbommel estuviera completamente preparada para un asedio, no solo con una importante cantidad de soldados, sino también al contar con una buena cantidad de alimentos y suministros para la población de la ciudad. Se aplicaron una serie de medidas, entre las defensas inconclusas, como la construcción de puentes de barcas para que las tropas y los suministros pudieran ingresar fácilmente a la ciudad. La amenaza a la zona se materializo cuando los españoles quisieron reclamar toda la tierra que habían perdido durante la campaña de diez años.
En abril de 1599, el ejército español estacionado en Gelderland, dirigido por Francisco de Mendoza, recibió la orden del Almirante de Aragón de manos del Archiduque de Austria de montar una ofensiva contra Bommelerwaard. Una vez tomada esa posición, los españoles podrían aislar a Holanda. El 17 de abril el Archiduque dejó una sección de tropas para cubrir el Rin y dos días después la fuerza de Mendoza marchó a Schenkenschans con 12000 infantes y caballería junto con un tren de asedio. Mendoza intentó atravesar Zaltbommel atacando Schenkenschanz el 28 de abril, pero la guarnición inglesa allí pudo repeler a los españoles con grandes pérdidas y posteriormente fue relevada, levantando el asedio en mayo. Al mismo tiempo, la mayor parte del ejército angloneerlandés bajo el mando de Mauricio marchó desde Overijssel para contrarrestar los movimientos españoles. La fuerza de Mauricio contaba con 10000 infantes y 3000 caballeros con numerosa artillería y una gran reserva de suministros. Llegaron en relativamente poco tiempo, ya que el ejército fue transportado principalmente por barco, a través de las aguas interiores y el mar.

## Campaña
El 4 de mayo, tras el fracaso del ataque a Schenkenschanz, los españoles rodearon el fuerte y cruzaron el Mosa entre Kessel y Theren e invadieron la isla de Bommelerwaard. Tras la llegada de más tropas a Tieler y Bommelerwaard, las tropas españolas se centraron primero en el fuerte Crèvecoeur, que bloqueaba el paso; este fue tomado rápidamente y comenzó el sitio de Zaltbommel. Mauricio concentró rápidamente sus fuerzas en y alrededor de la ciudad de Zaltbommel, levantando trincheras, mientras enviaba una fuerza destacada para mantener la ciudad de Alst. Dos días después, los españoles al mando de Mendoza lanzaron un furioso asalto a lo largo de las líneas alrededor de Zaltbommel, que fue rechazado con grandes pérdidas. A pesar de esto, Mendoza siguió acercándose, plantando cañones y cavando trincheras, mientras que las escaramuzas eran un hecho cotidiano. Sin embargo, la fuerza angloneerlandesa estaba completamente preparada, utilizando el río a su máximo potencial. Enviaron 280 embarcaciones, varias montadas con cañones; mientras tanto en tierra se despacharon 379 carros con provisiones y se recogieron 356 caballos para arrastrar los cañones. 

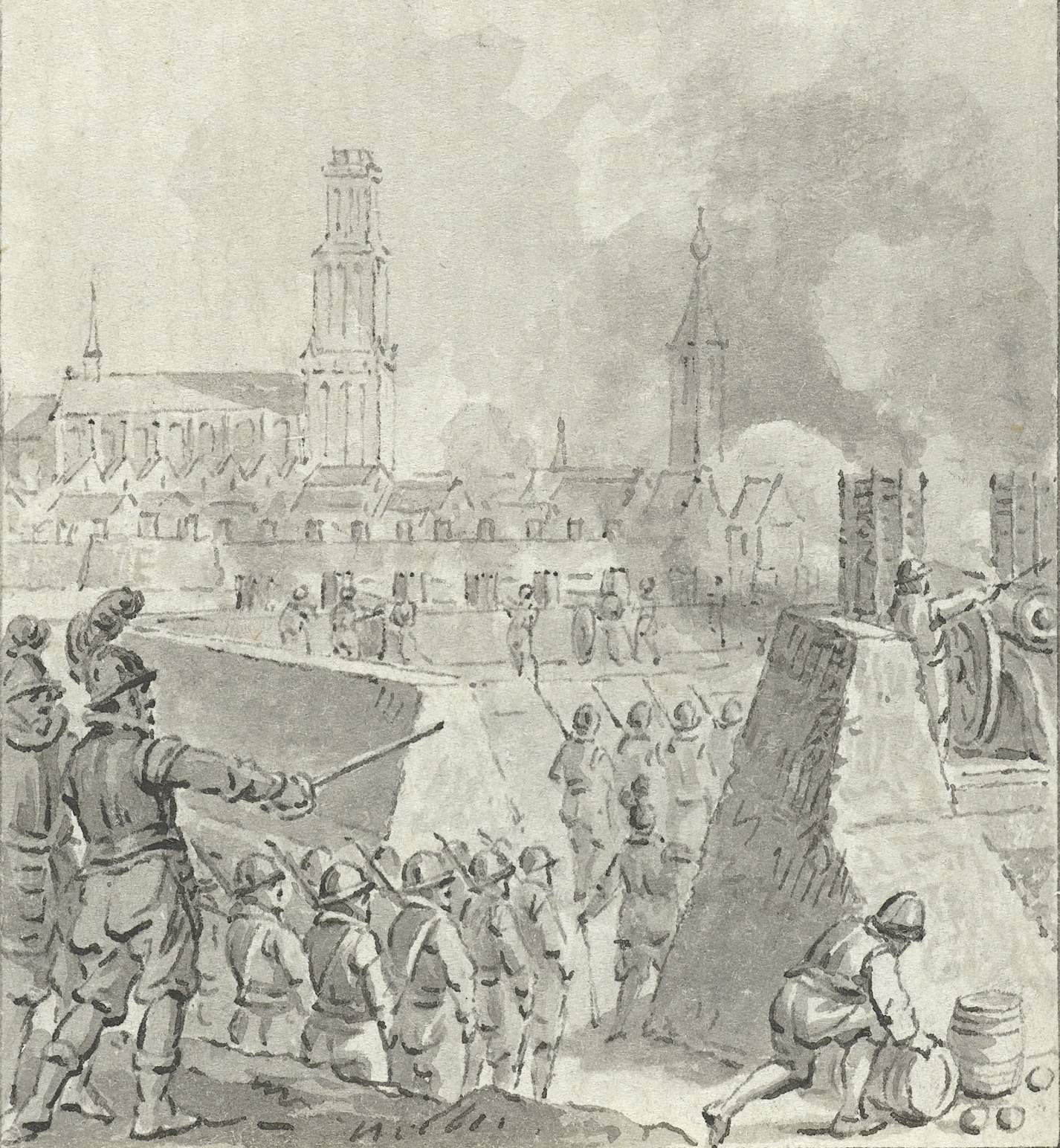
Asedio de Zaltbommel, 1599, grabado por Jacobus Buys.

El 13 de junio Mauricio logró abrir fuego sobre el campamento español, lo que obligó a los españoles a levantar el asedio que Mendoza esperaba que fuera sólo temporal. Mendoza se retiró al otro lado de la isla y comenzó la construcción de una formidable fortaleza en el extremo oriental, frente a la isla de Voorn al oeste de Heerewaarden. Este fuerte recibió el nombre de San Andrés en honor al colega de Mendoza, el Cardenal Margrave Andrés de Burgau. Mauricio se esforzó por obstaculizar el avance del fuerte San Andrés con serios bombardeos; aunque los españoles construyeron dos baluartes hacia el Waal, dos hacia el Mosa y un quinto hacia el interior, con cortinas de conexión con los ríos que servían de foso. Mauricio plantó cañones en la orilla opuesta y hubo un fuerte cañoneo, pero durante muchos días los dos ejércitos se mantuvieron relativamente inactivos. 
El 24 de junio, una fuerza al mando del conde Guillermo Luis de Nassau y sir Horace Vere cruzó el río, y al amanecer habían levantado una formación creciente en Heerewaarden, a poca distancia de San Andrés. Al día siguiente, 3000 españoles e italianos, alentados por varios monjes, lanzaron un furioso asalto a la medianoche, se abrieron paso a través de las empalizadas y lucharon cuerpo a cuerpo. Vere, ayudado por el coronel escocés Edmunds, defendió la posición y los españoles finalmente fueron rechazados con grandes pérdidas. Un coronel escocés Murray, un anciano veterano de la revuelta neerlandesa en ese momento, fue asesinado cuando los ingleses y escoceses lanzaron un contraataque exitoso después de que los españoles habían huido de su campamento.  

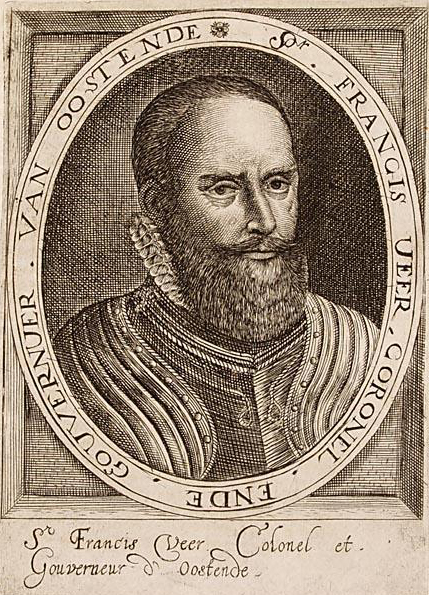
Sir Francis Vere.

Mientras tanto, Mauricio decidió que la única forma de salvar la crítica situación era abastecer a los defensores de Zaltbommel conectando Heerewaarden con Voorn por un puente. Los ingenieros de Mauricio tomaron catorce barcos de fondo plano que habían abastecido al ejército, los despojaron de sus aparejos y luego los anclaron a una línea que cruzaba el Waal desde un punto al este de Tuil hasta el puerto de Zaltbommel. Luego construyeron una calzada de tablones a través de los barcos que era lo suficientemente ancha como para permitir que dos vagones pasaran en direcciones opuestas. Poco después se construyó una posición fortificada para su protección en Lithoijen, en el lado de Brabante, y poco después llegaron suministros a la ciudad. La ventaja militar obtenida aquí fue incalculable.
Para evitar que los españoles llegaran al puente de barcas y rodearan desde el oeste, Mauricio ordenó la perforación de los diques cerca de Gameren, inundando así el campo de allí. Poco después, sir Francis Vere cruzó el río con 6000 hombres y realizó un exitoso ataque a una posición española que llamaron Durango. La posición fue asaltada y como resultado los españoles estuvieron a punto de quedar totalmente aislados. Esto fue demasiado para los españoles abatidos; la moral se desplomó y Mendoza y su segundo al mando se enfrentaron abiertamente por el liderazgo del ejército. Los soldados no recibían paga y estaban mal alimentados y muchos estaban mal armados. Las tasas de deserción aumentaban a diario y había rumores de un posible motín. Los problemas de Mendoza se fueron sumando y vio que Zaltbbommel se estaba convirtiendo en un objetivo imposible, y ordenó la retirada de Bommelerwaart. Cuando los neerlandeses y los ingleses se enteraron de la retirada española, se hizo una salida a las antiguas posiciones españolas alrededor de Zaltbommel, para luego saquear el campamento español abandonado. Capturaron armas, mujeres, niños y prisioneros enfermos, pero la mayoría fueron liberados prontamente. 
Para el 22 de julio, Mendoza se había retirado con la pérdida de 2000 hombres, completando así la victoria de las fuerzas rebeldes e inglesas. Con la marcha de los españoles, Mauricio contraatacó en varios lugares de la zona este de Bommelerwaard que había sido tomada por Mendoza. Doetinchem fue recapturado por Guillermo Luis el 25 de agosto de 1599.

## Consecuencias

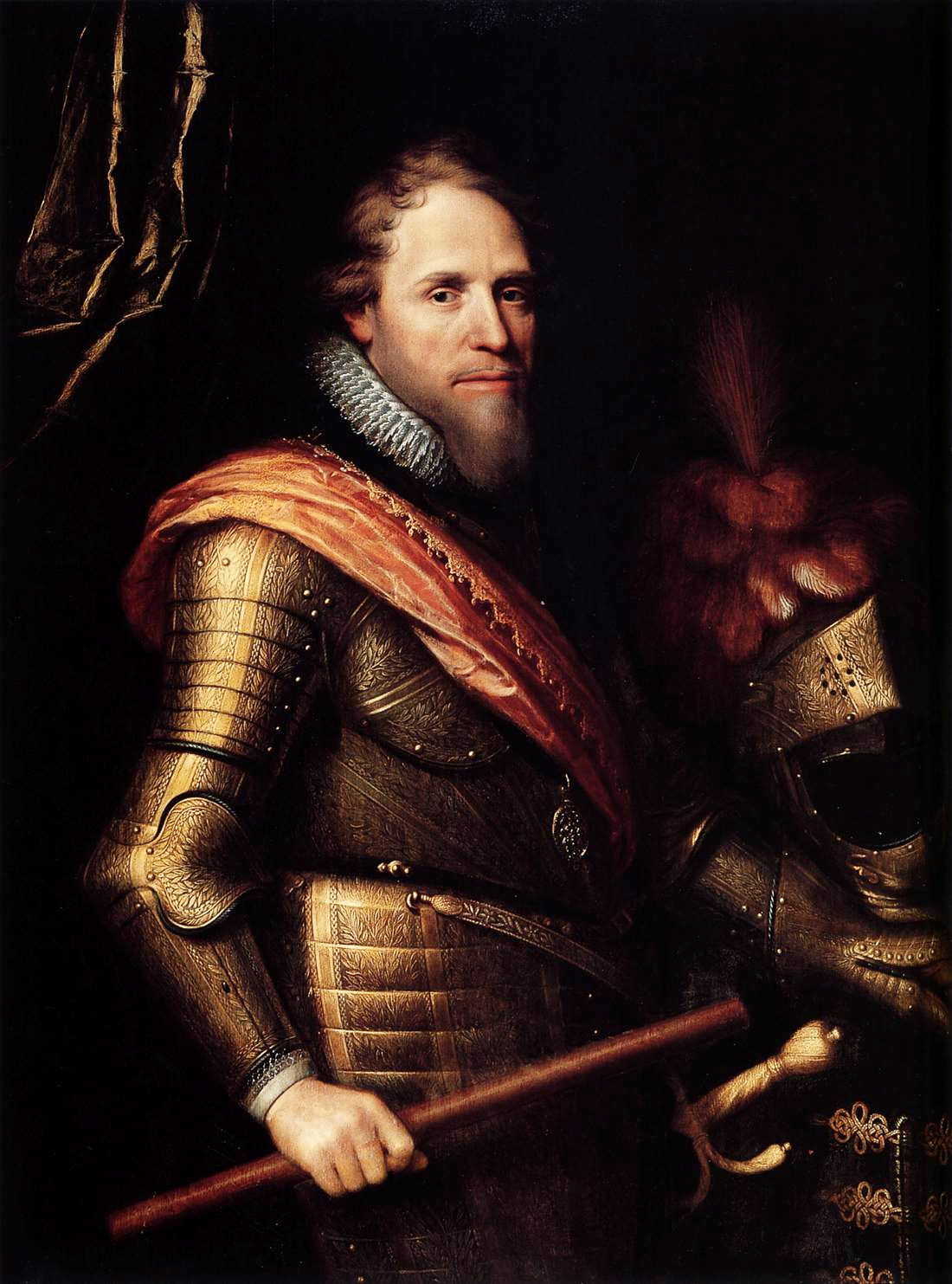
Mauricio de Nassau, por Michiel Jansz. Van Mierevelt.

Con el asedio levantado y la amenaza española disminuida, Mauricio había erradicado a los españoles de todo Bommelerwaard, tanto que no valía la pena considerar ningún otro ataque durante el resto del año. Antes de retirarse, Mendoza colocó a 3000 hombres dentro del fuerte San Andrés, pero menos de un año después fueron sitiados por los angloneerlandeses; se amotinaron y se pasaron de bando por sus pagos atrasados.
Toda la campaña en Bommelerwaard había sido un fracaso abismal para los españoles. Recibieron un golpe fatal a su campaña para expandir los Países Bajos españoles al norte del Mass. Vere informó a Robert Cecil después de la campaña que el ejército español estaba tan cansado y descontento que los soldados "se desbandaron en montones". Además, no existía la posibilidad de un buen liderazgo entre ellos hasta la llegada del Archiduque. Luego se produjeron una serie de motines que obligaron a suspender las operaciones españolas posteriores, ya que el ejército neerlandés y el inglés emprendieron una contraofensiva.  
Al año siguiente, el senado holandés dirigido por Johan van Oldenbarneveldt vio el caos en el ejército español y decidió que había llegado el momento de que un punto focal de la guerra se concentrara en la Flandes católica. Van Oldenbarneveld ordenó a Mauricio que luchara allí y obedeció, pero solo después de una amarga disputa. El ejército de Mauricio con un contingente considerable del ejército inglés bajo Francis Vere utilizó Ostende como base para invadir Flandes. Su objetivo era conquistar la ciudad fortaleza de los corsarios de Dunkerque . En 1600 avanzaron hacia Dunkerque, y en una batalla campal los angloneerlandeses infligieron una importante derrota al ejército español de tercios en la batalla de Nieuwpoort, en la que los ingleses jugaron un papel importante. A pesar de no capturar Dunkerque, los angloneerlandeses obligaron a los españoles a alejarse del corazón de Holanda y así aseguraron una serie de ciudades importantes (Grave y Rheinberg) mientras que los españoles estaban distraídos por el asedio de Ostende.  